# Васил Арнаудов
Васил Борисов Арнаудов е български хоров диригент и музикален педагог, дългогодишен ръководител на Софийския камерен хор. Арнаудов е сред най-ярките представители на българската музикална култура от втората половина на XX век.

## Биография
Роден е на 1 май 1933 година във Варна в семейство на бежанци от Егейска Македония, майка му е от южномакедонския град Лерин, днес Флорина, Гърция.
От първия си брак има дъщеря, Боряна, а от втория – син – известния телевизионен водещ и продуцент Андрей Арнаудов.
Васил Арнаудов завършва класа по хорово дирижиране в Българската държавна консерватория през 1956 година при професор Георги П. Димитров. Дирижира хора на софийските учителки (1954 – 1968), хор „Родина“ в град Русе от 1963 година, Българската хорова капела „Светослав Обретенов“ (1966 – 1969).
През 1966 година заедно с Ирина Щиглич избира 20 момичета от най-добрите детски хорови състави и създава Софийския камерен хор „Любомир Пипков“. Този хор си спечелва световно признание главно заради чистотата на женските, още леко детски гласове. Васил Арнаудов посвещава голяма част от живота си на русенския хор „Родина“ – един от най-добрите в България.
В 1971 година Арнаудов получава званието „заслужил артист“. В 1974 година става доцент по хорово дирижиране в Консерваторията, а от 1976 година е декан на Теоретико-композиторския и диригентски факултет на Консерваторията. Хоровете, ръководени от Васил Арнаудов са изтъкнати български самодейни състави.
От 1980 до 1991 г. проф. Васил Арнаудов е консултант на първия български хор „Янко Мустаков“ в Свищов. Под негово ръководство хорът постига големи успехи и е удостоен през 1984 г. с най-високото звание – представителен.
В началото на 1990 г. Васил Арнаудов е избран за пръв председател на новосъздадения Български хоров съюз, правоприемник на Съюза на народните хорове и Българския певчески съюз.
Умира на 19 март 1991 година.

### Репертоар
Удивително широк е репертоарният диапазон на диригента. Под негово ръководство са прозвучали десетки български и чужди песенни и кантатно-ораториални творби. Той е изпълнил за пръв път редица творби от П. Стайнов, Л. Пипков, Д. Петков, С. Пиронков, Ал. Танев, К. Илиев, Кр. Кюркчийски, В. Казанджиев, Хр. Тодоров и други известни български композитори. Трябва да се споменат и прекрасните реализации на популярните български народни песни „Димянинка“ и „Лале ли си, зюмбюл ли си“ от Ф. Кутев, „Моя да бъде девойка“ от Ал. Танев, „Момчето и вятърът“ и „Седенкарски песни“ от К. Илиев, „Пиленце пее“ от Кр. Кюркчийски. Маестро Васил Арнаудов е запознал музикалната публика и с много песенни и кантатно-ораториални творби от Хайдн, Моцарт, Бетховен, Верди, Берлиоз, Дмитрий Шостакович, Свиридов, Стравински, Рахманинов, Мартину, Яначек, Мийо, Бритън, Хиндемит, Барток.

### Международни изяви
Със своите хорови формации Васил Арнаудов постига успехи не само на българска сцена, но и в чужбина – на концертни турнета и конкурси в почти всички европейски държави, в СССР, Япония. Много са и наградите от тези престижни музикални форуми: на международните хорови конкурси в Ланголен и Мидълсбъроу – Великобритания, в Арецо и Гориция – Италия, в Корк – Ирландия, в Лимбург, Полхайм, Лайпциг, в Марктобердорф, Германия и др.

## Признание
През 1988 г. Васил Арнаудов постига с хор „Родина“, Русе най-голямото признание за българското хорово изкуство – 5 първи награди и званието „Хор на света“ в Ланголен (Великобритания). С много труд, амбиция и педагогически такт проф. Арнаудов извисява музикалното равнище на хора, прави го обичан и ценен както от гражданството, така и от музикалната общественост.
Приживе Васил Арнаудов е обявен за почетен гражданин на градовете Силистра, Видин, Русе, Ямбол и на град Аргостоли, Гърция.
На Васил Арнаудов е наречена улица в квартал „Витоша“ в София (Карта).